# Nouzov (Litíč)
Nouzov (německy Neujahrsdorf) je malá vesnice, část obce Litíč v okrese Trutnov. Nachází se asi 1,5 km na jihozápad od Litíče. V roce 2009 zde bylo evidováno 19 adres. V roce 2001 zde trvale žilo 21 obyvatel.
Nouzov leží v katastrálním území Litíč o výměře 4,52 km2.
Působil tu statkář a českoněmecký politik Josef Goll (1864–1924), na počátku 20. století poslanec Říšské rady.

## Pamětihodnosti
- Kaple svaté Máří Magdaleny
- Pomník padlým v 1. světové válce za kaplí
- Socha korunování Panny Marie při cestě z Litíče do Dubence
- Křížek u čp. 20